# Куцир, Ян
Ян Куци́р (нидерл. Jan Koetsier; 14 августа 1911, Амстердам — 28 апреля 2006, Мюнхен) ― нидерландский композитор и дирижёр.
Родился в семье певицы Жанны Куцир и учителя Яна Куцир-Мюллера в Амстердаме. В 1913 году семья переехала в Берлин, где Куцир впервые начал заниматься музыкой. В возрасте 16 лет он поступил в Берлинскую высшую школу искусств. С 1932 года он, помимо игры на фортепиано, начал заниматься дирижированием. В 1950 году Куцир стал капельмейстером симфонического оркестра Баварского радио. С 1966 по 1976 год он преподавал дирижирование в Мюнхенской высшей школе музыки и театра и руководил оркестром этого учебного заведения. Последние годы жизни Куцир прожил в Мюнхене.
Ян Куцир — автор музыкальных произведений различных жанров. Среди его композиторского наследия важное место занимает музыка для медных духовых инструментов. Это обусловлено многолетним творческим сотрудничеством композитора с ансамблем английского трубача Филипа Джонса. В частности, среди его сочинений есть симфония для медных духовых, концерт для брасс-квинтета с оркестром, концерт для трубы и тромбона с оркестром, концертино для тубы с оркестром, брасс-квинтет и др. За обогащение тубного репертуара в 2008 году Ян Куцир посмертно получил награду Международной ассоциации тубы и эуфониума за жизненные достижения.
В 1993 году был создан фонд Яна Куцира. C 1999 года он каждые два года проводит международный конкурс медных духовых ансамблей, названный именем музыканта.